# Une si longue absence
Ne doit pas être confondu avec Une aussi longue absence.
Une si longue absence (Relative Stranger) est un téléfilm américain réalisé par Charles Burnett, diffusé le 14 mars 2009 sur Hallmark Channel.

## Synopsis
À la suite d'une fracture, Walter doit mettre un terme à sa carrière de champion de football américain. Diminué, il essaie de trouver un travail dans ce domaine et quitte sa famille pour Chicago. 
Seulement, il ne réussit pas et perd tout. Tombe dans l'alcool et honteux, ne se sent pas de rentrer chez lui.
À la suite du décès de son père, il retourne chez sa mère pour le partage de l'héritage, six ans après avoir abandonné toute sa famille. Confronté à la rancœur et à l'animosité de la plupart des siens, Walter peine à renouer les liens distendus. Cette souffrance morale fait ressurgir son addiction pour l'alcool qu'il a longtemps essayée de contenir.

## Fiche technique
- Titre original : Relative Stranger
- Réalisation : Charles Burnett
- Scénario : Eric Haywood
- Photographie : Todd Barron
- Musique : Nathan Furst
- Pays : États-Unis
- Durée : 85 minutes

## Distribution
- Eriq La Salle : Walter Clemons
- Cicely Tyson : Pearl
- Michael Michele : Charlotte
- Michael Beach : James
- Dana Davis : Denise
- Sherri Saum : Nicole Tate
- Carlos McCullers II : Andy
- Dan Castellaneta : Gary
- Alan Fudge : William Kirkland
- Jerry Hauck : Manager